# Harangozó Imre
Harangozó Imre (Gyula, 1965. szeptember 29. –) magyar néprajzkutató, tanító.

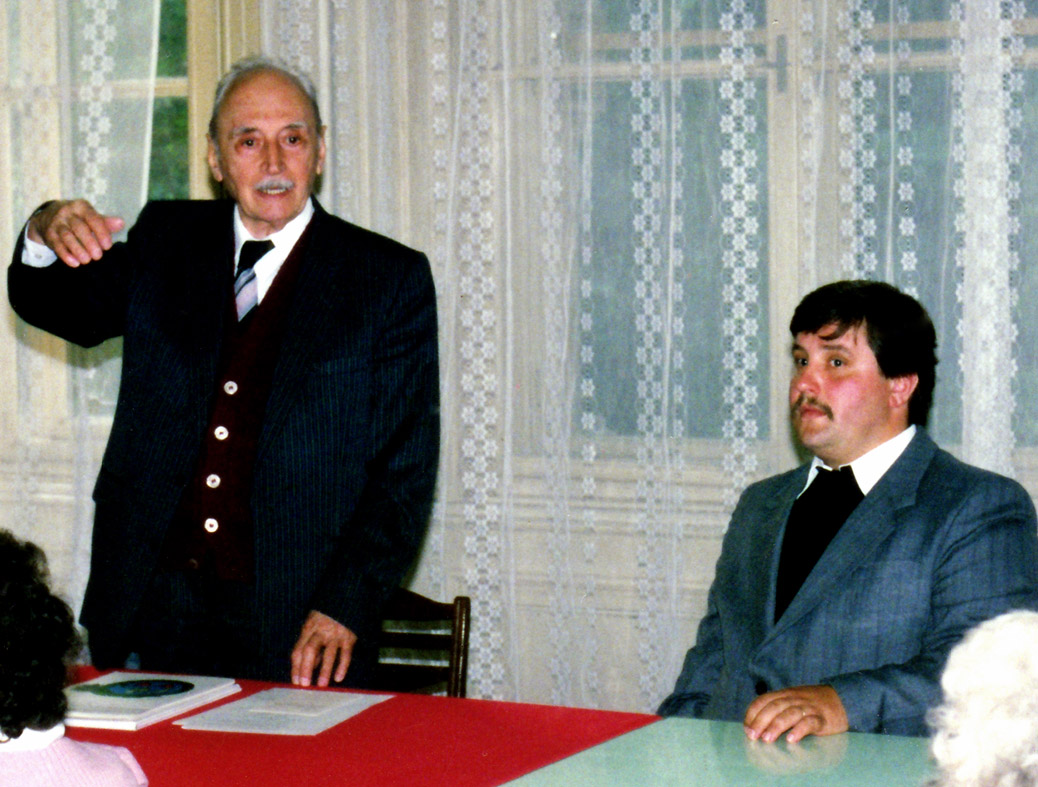
Lükő Gábor az Ipolyi Arnold Népfőiskola előadója. A kép 1992 májusában készült, a program levezető elnöke Harangozó Imre.

## Élete
Harangozó Imre tanár, néprajzkutató, az Ipolyi Arnold Népfőiskola alapító elnöke. Az elmúlt közel négy évtizedben[mikor?] bejárta szinte az egész magyar nyelvterületet. Sok gyűjtőúton vett részt Erdélyben, Moldvában és a Bánátban, de a Zoboralján és a palócok körében és az alföldi pásztorok világában is. Kutató, feltáró és gyűjtőmunkájának java részét teszi ki az itt élő nemzetrészek, töredékek megismerése, megismertetése. Nagy kitartással gyűjti azokat a tárgyi és szellemi kincseinket, amelyek máskülönben az enyészet sorsára jutnának. Több mint két tucatnyi kötet szerzője, szerkesztője. Sok tudományos és ismeretterjesztő publikáció megírója, kiállítás megrendezője, televíziós, rádiós produkciók néprajzi szakértője és gyakori megszólalója.

## Kutatásainak és tevékenységeinek fő területei
Figyelmét a kultúra és a kultúrát alkotó közösség egésze köti le, épp ezért leginkább a szakrális néprajz kérdései foglalkoztatják. Ezen belül a moldvai és gyimesi magyarok hagyományos világképe és hitvilága, de az alföldi pásztoraink és földműves népünk hagyományvilágával, hitvilágával is behatóan foglalkozik.
A tárgyi néprajz területén végzett gyűjtései nyomán az Ipolyi Arnold Népfőiskola kiállításain, valamint számos időszaki tárlaton népszerűsíti a magyar tárgyalkotás hitvilághoz és világképhez kötődő gazdag formavilágát.
2004-ben alternatív általános iskolai történelemtankönyv-sorozatot indított (első kötete: Történelem 5. osztályosoknak) Bakay Kornéllal és Molnár V. Józseffel közösen. A sorozat nagy botrányt kavart. A kritikusok kiemelték, hogy a könyv nem a történelem hiteles bemutatását, hanem hamis nemzeti mítoszok építését célozzák. Így például – tankönyvtől szokatlan módon – a könyvek sokszor tagadó formában fogalmaznak: a közismert tények átértelmezése a céljuk, nem pedig azok egyszerű bemutatása. Amellett, hogy a szerzők tagadják a darwini evolúciót is, az őskori barlangfestményekbe magyar rovásírást magyaráznak bele, a legrégibb írásrendszernek állítják a magyar rovásírást, és összekapcsolják a sumér írással. Tagadják az ókori zsidó állam, emellett Dávid és Salamon király létezését, a hunokat és szkítákat a magyarok rokonainak állítják be, sőt a kelta, etruszk, görög kultúrát is a magyarból eredeztetik. Jézus zsidó mivoltát tagadják, helyette pártusnak állítják be, miközben a középkori rabszolga-kereskedelmet a zsidók nyakába varrják. Állításaik igazolására semmilyen forrást sem hoznak fel. Ilyen és ehhez hasonló, a hazai és nemzetközi szaktudományos közmegegyezéssel egyaránt ellentétes, áltudományos és dilettáns állításai miatt a könyveket nem nyilvánították tankönyvvé.

## Közéleti tevékenysége

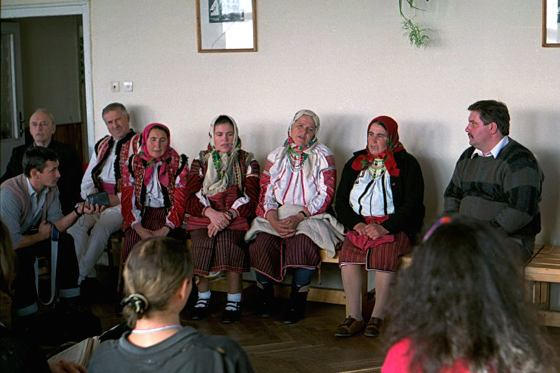
Harangozó Imre kedves mesterével, Lükő Gáborral és a magyar műveltség titkos, már-már szent őrizőivel az Ipolyi Arnold Népfőiskola rendezvényén Kígyóson, 1992. október 22-én.

- 1991-ben barátaival megalapította az „Ipolyi Arnold Népfőiskola” Kulturális Egyesületet, amelynek megalakulása óta elnöke.
- Tagja a Magyar Néprajzi Társaságnak.
- Tagja a Lakatos Demeter Egyesületnek
- 2003 óta dolgozik az Újkígyósért Közalapítvány kuratóriumának elnökeként.
- A Magyar Művészeti Akadémia Elnöksége 17/2021. számú határozata alapján 2021. március 31-én, mint a magyar művészeti és kulturális élet jeles képviselőjét köztestületi tagként vette nyilvántartásba.
- A Magyar Művészeti Akadémia Közgyűlése 2023. május 24-én megtartott ülésén levelező tagjává választotta.

## Könyvei
- Radna fényes csillaga… Vázlat a máriaradnai kegyhely vallási néprajzához és az újkígyósiak búcsújárásához (1990.)
- "Magyarország szegin..." Válogatás a gyimesi és moldvai magyarság hagyományaiból (1991.)
- Anyám, anyám, szép Szűz Márjám… Régi imádságok, ráolvasások a gyimesi és moldvai magyarok hagyományából. Lükő Gábor előszavával (1992)
- Adalékok a népi műveltség vizsgálatához. Néprajzi vázlat (1995)
- Krisztusz háze arangyosz… Archaikus imák, ráolvasások, kántálók a gyimesi és moldvai magyarok
- Ott hul éltek vala a magyarok… Válogatás az észak–moldvai magyarság népi emlékezetének kincsestárából (szerk., 2001.)
- Elmentem a Szent Están templomába… Kalandozás népi hitvilágunk forrásainál. Gazda József előszavával. Cd-melléklettel (2002)
- Sokat gondolkoztam a régi atyákról… Vázlat a magyar nép ősi hitvilágáról és világképéről. Bosnyák Sándor előszavával (2003)
- A megtartó hagyomány és az Istenes hűség szövegei. Népi imaköltészetünk emlékei a csongrádi eredetű békési és csanádi községekben (2004)
- A falu közepe. Újkígyósi helytörténeti és honismereti olvasókönyv Zsótér József emlékére (szerk., 2004)
- Etelközi fohászok. Válogatás a moldvai magyarság vallásos népköltészetének kincsestárából. CD-melléklettel (Kővári Rékával 2005)
- Mert ennek a hideg télnek nemsokára vége szakad… Az 1956-os forradalom és szabadságharc előzményei, eseményei és következményei az újkígyósi népi emlékezet tükrében (Turovszki Krisztiánnal 2006)
- Vajon miért beszélt nékem annyi mindent nagyapó? Tankó Mónus Berta csángó pásztor emlékezései (szerk. Bakay Péterrel 2007)
- Kígyósi triptychon. Válogatott helytörténeti tanulmányok. Halász Péter előszavával (2009)
- Transzcendens trambulin. Korunk felfogása és a moldvai csángók hagyományai az utolsó átmenet rítusrendjével kapcsolatban (Molnár V. József előszavával 2010)
- Örök emlékezetül… Helytörténeti, honismereti oktatási segédanyag 10-14 esztendős újkígyósi gyermekek számára (2011)
- Hogy megmutattál mindent, ami szép… 20 éves a Szent Erzsébet Szeretetotthon (Szigeti Antallal) (2011)
- Anyám, anyám, szép Szűz Márjám… Régi imádságok, ráolvasások a gyimesi és moldvai magyarok hagyományából. Lükő Gábor előszavával. II. bővített, átdolgozott kiadás CD-melléklettel (2012)
- Újkígyós 200 éve Békés megye szívében Képes kultúrtörténeti áttekintés (szerk., 2014)
- A Nép-vének tanácsa. Szebellédi Zoltán előszavával (szerk., 2014)
- Radna fényes csillaga… A máriaradnai kegyhely néprajzáról (2. átdolgozott, bővített kiadás; Domonkos László előszavával. 2015)
- Memoria iusti cum laudibus. 1956 emlékezetének könyve (szerk., Miklós Péter előszavával, 2016)
- A hagyomány szolgálatában. Számadás és kitekintés, az Ipolyi Arnold Népfőiskola évtizedei (szerk., 2018)
- Szabadlélek Harminckét év versszerű szövegei (Baka Györgyi szerkesztésében és előszavával, 2018)
- Gerendási pusztából született község: Csabaszabadi Községtörténeti monográfia (szerk., 2018)
- Napkeleti kalászat Válogatott tanulmányok, írások, naplók, fényképek (Both Imre előszavával, 2020)
- Arrul tudták hun tart a világ... A kis-sárréti karikásostor históriája (szerk. Szőke Péterrel, 2021)
- Úton vagyok... Válogatott tanulmányok (Zenei Anyanyelv Alapítvány, Budapest, 2022)
- Magyar isteni szolgálat... Alföldi kéziratos kántorkönyvek a 19. századból. (Kővári Réka társszerzővel, Ipolyi Arnold Népfőiskola; Újkígyós. 2022.)

Tudományos és ismeretterjesztő cikkei, tanulmányai számos gyűjteményes kötetben valamint különböző periodikákban, lapokban, folyóiratokban jelennek meg (Acta, Búvópatak, Honismeret, Kőrösi Csoma Évkönyvek, Kárpátia, Moldvai Magyarság, Napút, Néprajzi Értesítő, Polisz, Turán stb.).

## Film, média, kiállítások, előadások
- A 2017 márciusa óta foglalja össze az adott hét vallási, néprajzi eseményeit a Kossuth Rádió Hajnal-Táj c. műsorfolyamának Heti Néprajz c. sorozatában. Tevékenységét ellenszolgáltatás nélkül, társadalmi munkában végzi.
- Rendszeresen megszólal vallási, lelkiségi, vallásnéprajzi kérdésekben országos és helyi médiákban. A teljesség igénye nélkül a Duna és Duna Word televíziós csatornán, helyben a Hír 7 és a Csaba Tv műsoraiban, a Kossuth Rádió, a Katolikus és Mária Rádió, valamint az Európa Rádió különböző adásaiban.
- A Duna Televízió Dextramedia Kiadó, Gyártó és Szolgáltató Kft. által készített Hagyaték című sorozatának egyik leggyakrabban megszólaló szakértője. (Összesen 74 epizódban szerepel.)
- Kárpát-medence szerte tart előadásokat civil szervezetek, egyházak, művelődési intézmények meghívására. Következetesen és elhivatottan beszél népi műveltségünk értékeiről, korszerűen és hitelesen mutatja be hagyományaink általa kutatott területeit.

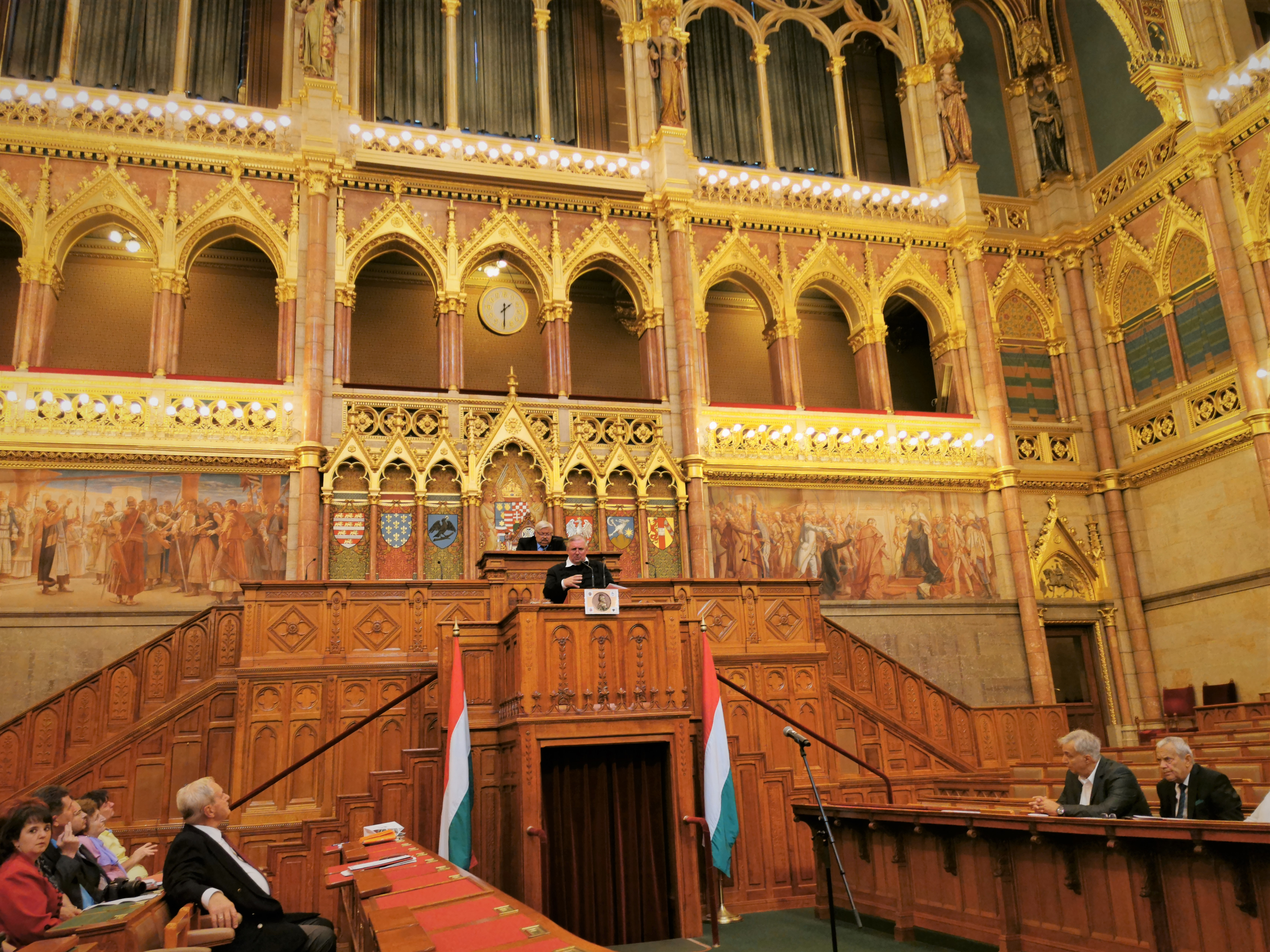
Harangozó Imre – A veszedelemtől óvó asztal... Rákóczi és a ruszinok

- Gyűjtéseinek eredeti hangfelvételeit a MTA Zenetudományi Intézetének Archívuma őrzi.
- Az elmúlt három évtizedben száznál több időszaki kiállításon mutatta be néprajzi gyűjteményét és fényképfelvételeit. (A teljesség igénye nélkül: Kájoni János Megyei Könyvtár; Csíkszereda, Magyar Kultúra Alapítvány; Budapest, Móra Ferenc Múzeum; Szeged, Munkácsy Mihály Múzeum; Békéscsaba, Sárréti Múzeum; Szeghalom, Ópusztaszeri Nemzeti Történelmi Emlékpark; Pusztaszer)

1990 óta számos televíziós produkció néprajzi szakértője. Dolgozott Halmy György, Martinidesz László, Simon Balázs és Tóth Péter Pál rendezővel is.

## Kitüntetései

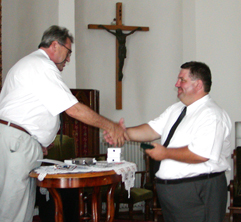
Halász Péter a Magyar Néprajzi Társaság szakosztályelnöke átnyújtja a Sebestyén Gyula-díjat Harangozó Imrének.

- 2000. május 6-án vehette át a magánalapítású Magyarságért Emlékérem kitüntetést annak alapítójától, dr. Horkovics Kovács Jánostól.
- 2003. július 26-án a Magyar Néprajzi Társaság elnökségétől Sebestyén Gyula-emlékérmet kapott mint a szakmát nem hivatásszerűen művelő néprajzkutató.
- 2006. augusztus 20. munkássága elismeréséül Újkígyós Nagyközség Képviselő-testülete a község népi kultúrájának, hagyományainak megőrzéséért, ápolásáért, publikáló, valamint közéleti tevékenységének elismeréséért „Újkígyósért” kitüntetést adományozott neki.
- 2013. január 18-án a nagykanizsai Magyar Műveltség Kincsestára Szabadegyetem közössége, az egyetemes magyar kultúra értékeinek megtartása és átörökítése érdekében kifejtett önzetlen munkásságának elismeréseként közfelkiáltással Magyar Műveltség-díjat adományozott.
- 2013. január 26-án a Téka Alapítvány Kuratóriuma a szamosújvári Téka Művelődési Központ és Szórványkollégium anyagi és erkölcsi támogatásáért, éveken át tartó, következetes munkálkodásáért Téka-díjban részesítette.
- 2019. szeptember 4-én Békés Megyei Önkormányzat Közgyűlése kiemelkedő közművelődési tevékenységének elismeréseként „Békés Megyéért” kitüntető díjat adományozott.
- 2019. december 3-án a magyar népi kultúra elemeinek, szemléletének és belső összefüggéseinek föltárása, életben tartása és tovább örökítése terén végzett áldozatos tevékenysége, közösségformáló, a népművészeti szakmai közéletben kifejtett évtizedes szervező munkájának elismeréseként a Magyar Művészeti Akadémia Erdélyi Zsuzsanna-díját vehette át.
- A 2022. augusztus 20-ai nemzeti ünnep alkalmából Novák Katalin Magyarország Köztársasági Elnöke a Kárpát-medencei kultúra megőrzését és átadását szolgáló, szerte ágazó tevékenysége elismeréseként Harangozó Imre tanár, néprajzkutató, az újkígyósi Ipolyi Arnold Népfőiskola alapító elnöke számára a Magyar Érdemrend Lovagkeresztjét adományozta.

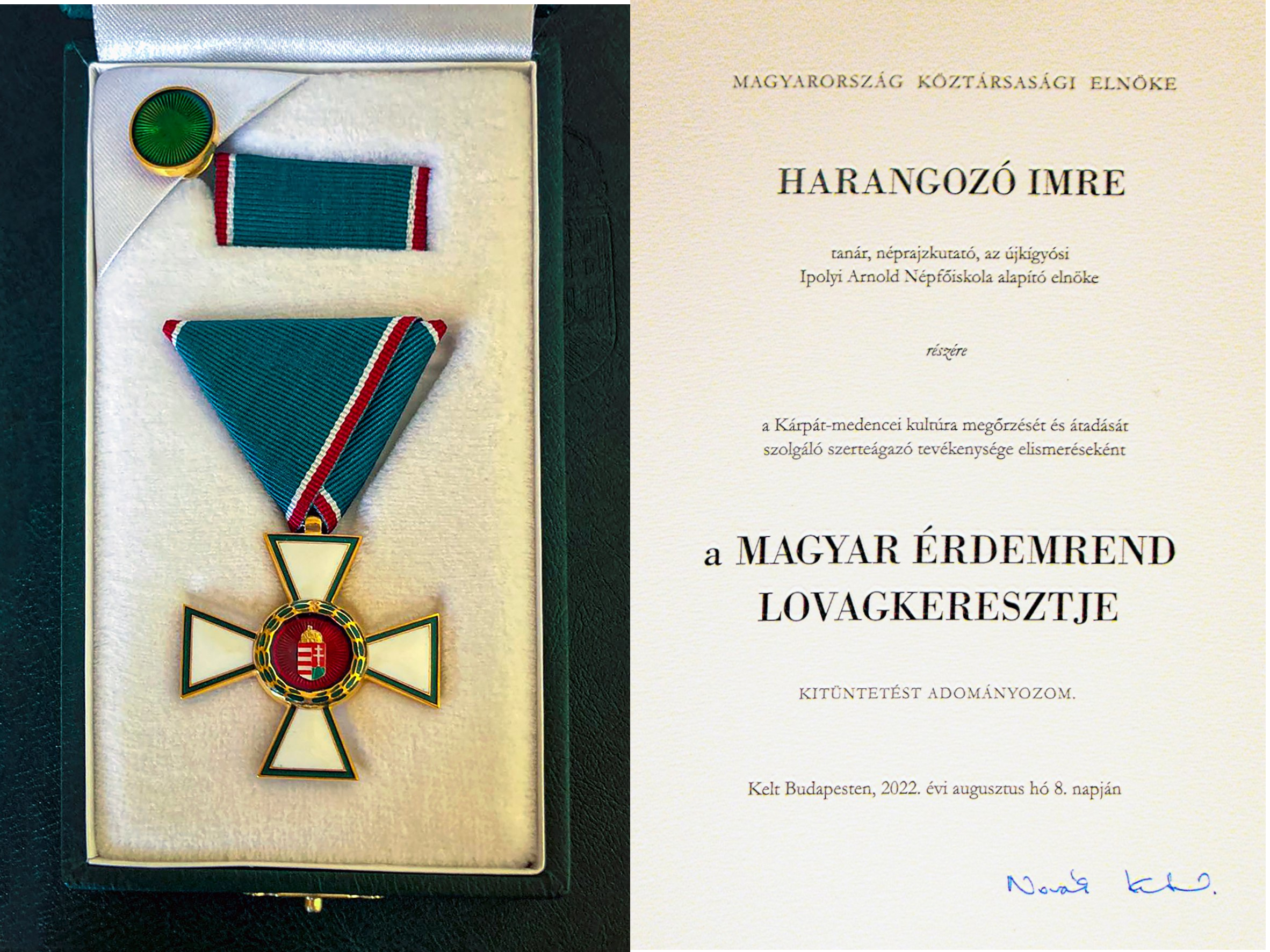
A Novák Katalin köztársasági elnök által adományozott kitüntetés.